# فردریک بارتلت
سر فردریک چارلز بارتلت (انگلیسی: Sir Frederic Charles Bartlett؛ ۲۰ اکتبر ۱۸۸۶ – ۳۰ سپتامبر ۱۹۶۹) یک دانشمند در زمینه روان‌شناسی اهل بریتانیا بود.
علایق او عمدتاً در حوزه‌های ادراک، حافظه و شناخت است.
همچنین او توجه ویژه ای به نقش نگرش‌ها، علایق و قراردادهای اجتماعی شخصی در یادآوری حافظه داشت اما این علاقه او به یادآوری صرف مطالب نبود بلکه هدف او مطالعه تأثیر تجربیات گذشته بر حفظ حافظه بود، وی کتابی دارد به نام «به یاد آوردن» که در سال ۱۹۳۲ منتشر شده است.

فردریک بارتلت در این کتاب تأثیر عوامل اجتماعی بر حافظه را بررسی می‌کند که پایه و اساس  نظریه‌ی "طرحواره"را شکل میدهد.

بارتلت ادعا کرد که خاطرات صرفاً در یک مکان در مغز ذخیره نمی‌شوند، بلکه در «طرحواره‌های حافظه» پراکنده می‌شوند، این طرحواره‌ها از تعداد زیادی ردیابی حافظه فردی تشکیل شده است، همچنین او ادعا کرد که طرح‌واره‌های مختلفی در مغز انسان وجود دارد که به واسطهٔ غرایز، علایق و ایده‌آل‌ها به هم پیوند خورده‌اند که غرایز نقش اصلی را در دوران کودکی و علایق و ایده‌آل ها در آینده ایفا میکنند.
این روان‌شناس ادعاهای خود را با مطالعات بین فرهنگی تائید کرد، در این مطالعات توانست نشان دهد که عوامل فرهنگی بر بازیابی خاطرات تاثیر‌ می‌گذارد.
فردریک بارتلت یکی از پیشگامان روان‌شناسی شناختی و روان‌شناسی فرهنگی محسوب می‌شود.
این دانشمند روانشناس برنده جوایزی همچون مدال پادشاهی شده است.